# Club Almagro
O Club Almagro, também conhecido simplesmente como Almagro, é um clube esportivo argentino localizado em Almagro, bairro da Cidade Autônoma de Buenos Aires. O clube foi fundado em 6 de janeiro de 1911 após a fusão dos clubes Jubile, San Martín Juniors e Lezica, e ostenta as cores                azul, preto e branco, sendo apelidado por isso de Tricolor.
Sua principal atividade esportiva é o futebol. O clube disputa atualmente a Primera Nacional, segunda divisão do Campeonato Argentino de Futebol.
O clube manda seus jogos no estádio Tres de Febrero, do qual é proprietário, e cuja inauguração ocorreu em 7 de abril de 1956. Apesar de sua sede se localizar na capital do país, seu estádio se encontra na cidade de José Ingenieros, no partido de Tres de Febrero na província de Buenos Aires e possui uma capacidade aproximada de 19 000 espectadores.

## História

### Fundação
O clube foi fundado por um grupo de jovens moradores de bairros integrantes de três teams de football, Jubile, San Martín Juniors e Lezica, que liderados por Miguel Ortíz de Zárate resolveram unir os três clubes no Dia de Reis, em 6 de janeiro de 1911, fundando o Club Almagro. Em 1912, Ortíz de Zárate e vários rapazes abandonam o Almagro e passam para o Liberal Argentino do bairro de Villa Crespo. Os outros sócios, liderados por Antonio Adet refundam o clube em 1913 e o chamam de Almagro Football CLub. Em 1916, quem havia partido regressa e somam ao clube de origem que volta a chamar-se Club Almagro.

### Origem do nome
Almagro é um dos 48 bairros que compõem a Cidade Autônoma de Buenos Aires. Deve seu nome a Juan Maria Almagro y de la Torre, assessor geral do Vice-Reino do Rio da Prata e auditor honorário da Real Audiência de Buenos Aires na época colonial. Proprietário de 48 quarteirões que deram origem ao atual bairro de Almagro.
| 1911 – 1913 | Club Almagro               |
| 1913 – 1916 | Almagro Football Club      |
| 1916 – 1919 | Club Almagro               |
| 1919        | Fusão com o Club Columbian |
| 1919 – 1926 | Club Sportivo Almagro      |
| Desde 1927  | Club Almagro               |

### Cronologia no futebol argentino
O Almagro estreou na primeira divisão argentina em 1938, após vencer o primeiro torneio de segunda divisão que valeu promoção. Mais tarde, o time venceu a segunda divisão em 1968, mas não participou do torneiro Reclasificatorio com times da primeira e da segunda divisões e não conseguiu a promoção. El Tricolor jogou a maior parte do tempo na segunda divisão, e alguns anos na terceira, mas em 2000 e 2004 conseguiram a promoção para a primeira divisão, apenas para ser rebaixado as duas vezes após uma temporada.
O Almagro é um dos poucos clubes argentinos que tem retrospecto favorável frente ao Boca Juniors. O clube enfrentou o Boca em 6 oportunidades ganhou 3, perdeu 2 e empatou 1.
| Tipo de Afiliação  | Direta                                            |
| Ano                | 1917                                              |
| Campeonato         | Segunda División – Nível III                      |
| Nome da Associação | Asociación Argentina de Football (AAF; atual AFA) |

| Primeira Divisão          | Primera División                                                            | 1919 a 1920 (AAF), 1920 a 1926 (AAmF), 1927 a 1930 (AAAF), 1938, 2000–01, 2004–05 (AFA) |
| Segunda Divisão           |                                                                             |                                                                                         |
| División Intermedia       | 1918 (AAF)                                                                  |                                                                                         |
| Segunda División          | Novembro de 1934 a 1937, 1939 a 1948 (AFA)                                  |                                                                                         |
| Primera B                 | 1949 a 1962, 1964 a 1970, 1972 a 1981 (AFA)                                 |                                                                                         |
| Primera B Nacional        | 1996–97 a 1999–2000, 2001–02 a 2003–04, 2005–06 a 2008–09, desde 2016 (AFA) |                                                                                         |
| Terceira Divisão          |                                                                             |                                                                                         |
| Segunda División          | 1917 (AAF)                                                                  |                                                                                         |
| Primera C                 | 1963, 1971, 1982 ao Apetura de 1986 (AFA)                                   |                                                                                         |
| Primera B (Metropolitana) | 1986–87 a 1995–96, 2009–10 a 2015 (AFA)                                     |                                                                                         |

## Estádios
| Nome oficial   | Tres de Febrero                                                   |
| Origem do nome | Partido da Província de Buenos Aires onde fica situado o estádio. |
| Localidade     | Villa Raffo                                                       |
| Partido        | Tres de Febrero                                                   |
| Província      | Buenos Aires                                                      |
| Inauguração    | 1956                                                              |
| Capacidade     | 21 000                                                            |

| 1915       | 1915                            |
| ---------- | ------------------------------- |
| Bairro     | Caballito                       |
| Província  | Cidade Autônoma de Buenos Aires |
| 1916–1920  |                                 |
| Bairro     | Villa Lynch                     |
| Localidade | Sáenz Peña                      |
| Partido    | Tres de Febrero                 |
| Província  | Buenos Aires                    |
| 1920–1926  |                                 |
| Bairro     | Caballito                       |
| Província  | Cidade Autônoma de Buenos Aires |
| 1927–1937  |                                 |
| Bairro     | Parque Chas                     |
| Província  | Cidade Autônoma de Buenos Aires |
| 1939–1949  |                                 |
| Bairro     | Villa Ortúzar                   |
| Província  | Cidade Autônoma de Buenos Aires |

## Amizade
O clube é conhecido no Brasil por manter uma forte amizade com o Grêmio. O grande motivo para essa amizade é o uniforme das duas equipes que são idênticos, e amizade entre as torcidas.

## Títulos
- Segunda Divisão: 1937, 1968 e 2004.
- Terceira Divisão: 1971.